# Santiuste (Corduente)
Santiuste es un diseminado del municipio español de Corduente, en la comarca del Señorío de Molina de la provincia de Guadalajara, Castilla-La Mancha.

## Ubicación
Se encuentra a 4 kilómetros de Corduente, junto a la carretera CM-2015 a la que se accede desde la N-211.

## Patrimonio
En su solar cuenta con el castillo de Santiuste, en la actualidad destinado a hostelería y que estaba abandonado desde que quedó gravemente dañado por el terremoto de Lisboa de 1755.